# 箭在弦上
《箭在弦上》是一部中国近代革命题材电视剧，由靳东、蒋欣、潘之琳、何明翰、任帅、陈龙担任主演，2012年2月16日横店杀青，同年9月13日在河北电视台生活频道首播。2013年3月26日登陆河南、四川、贵州卫视。

## 剧情
故事从九一八事变之后，日寇部署了全面进攻热河的计划开始。在大姐徐一航结婚的日子，日本人派伪军头目吕良彪带队配合日军突袭贺岭，将徐家灭门。徐一航与徐二航两姐妹凭祖传的神箭逃出重围，与二弟徐锦川肩负起家仇国恨的抗敌使命，走上了为民族而战的道路，被日寇视为热河地区最大的军事威胁。

## 播放平台
| 頻道                       | 國家/地區 | 播放日期      | 備註 |
| -------------------------- | --------- | ------------- | ---- |
| 河北电视台生活频道         | 中国      | 2012年9月13日 |      |
| 河南卫视/四川卫视/贵州卫视 | 中国      | 2013年3月26日 |      |

註：
1. ↑  以播映時間先後排列

## 演员
| 角色       | 演员   |
| ---------- | ------ |
| 徐一航     | 蒋欣   |
| 荣石       | 靳东   |
| 徐二航     | 潘之琳 |
| 徐锦川     | 何明翰 |
| 索杰       | 任帅   |
| 吕良彪     | 陈龙   |
| 荣树       | 王子睿 |
| 荣意       | 张维娜 |
| 竹木纯一   | 陆彭   |
| 张贺       | 陈颢文 |
| 清水二十三 | 郭明翔 |